# Cold Blood (Doctor Who)
"Cold Blood" (intitulado "Sangue Frio" no Brasil) é o nono episódio da quinta temporada da série de ficção científica britânica Doctor Who, transmitido originalmente através da BBC One e BBC HD em 29 de maio de 2010. É a segunda parte de uma história dividida em dois capítulos, sendo a conclusão de "The Hungry Earth", que apresenta o retorno dos humanoides reptilianos conhecidos como silurianos. Ambos foram escritos por Chris Chibnall e dirigidos por Ashley Way.
Continuando os eventos do episódio anterior, o alienígena viajante do tempo conhecido como o Doutor (Matt Smith) e a geóloga Nasreen Chaudhry (Meera Syal) vão a uma cidade siluriana nas profundezas da Terra para resgatar a acompanhante do Doutor, Amy Pond (Karen Gillan), um homem local chamado Mo (Alun Raglan) e o filho dele, Elliot (Samuel Davies), que estão sendo mantidos como reféns. Enquanto isso, acima do solo, o noivo de Amy, Rory (Arthur Darvill), a esposa de Mo, Ambrose (Nia Roberts), e o pai de Ambrose, Tony (Robert Pugh), vigiam Alaya (Neve McIntosh), uma siluriana capturada que é a chave para libertar os reféns. Quando Ambrose mata Alaya, o Doutor tenta impedir que Restac (McIntosh), irmã de Alaya, destrua a população humana como vingança, oferecendo-se para compartilhar o planeta com os silurianos.
Os produtores executivos Steven Moffat e Piers Wenger contataram Chibnall e pediram-lhe que escrevesse um episódio de duas partes sobre o retorno dos silurianos. Chibnall queria que "Cold Blood", em particular, fosse sobre os erros que as pessoas cometiam sob pressão e conflitos que poderiam resultar pela proteção de uma família. O episódio também está ligado ao arco de história da temporada, já que no final Rory morre e é consumido por uma fenda no universo. "Cold Blood" foi filmado entre outubro e novembro de 2009, com suas cenas sendo realizadas na vila galesa de Llanwynno, no Templo da Paz de Cardiff, na Plantasia em Swansea e uma série de outras locações usadas para representar partes da cidade siluriana, que a equipe de produção não queria que parecesse uma caverna. Foi assistido por 7,49 milhões de telespectadores no Reino Unido e recebeu críticas mistas dos avaliadores. Os revisores ficaram desapontados com o enredo e as características dos silurianos, mas o final emocionante foi amplamente elogiado.

## Enredo
Quando o Doutor e Nasreen chegam na TARDIS na enorme civilização siluriana subterrânea, eles são capturados e levados ao médico Malohkeh. Enquanto isso, Amy e Mo, já amarrados às mesas, conseguem escapar; Mo descobre seu filho, Elliot, sedado em uma câmara e sob observação. Restac, a líder da casta guerreira siluriana, insiste que o Doutor e Nasreen Chaudhry sejam executados e os acompanha até uma corte; embora Amy e Mo interrompam o julgamento com armas roubadas, eles também são capturados.
Eldane, superior de Restac, é chamada por Malohkeh e exige o fim das hostilidades. O Doutor faz contato com Rory, Ambrose (esposa de Mo) e Tony (seu pai), lembrando-os de manter viva sua cativa, a siluriana Alaya, sem saber que Ambrose já a matou porque ela não quis ajudar Tony, que estava infectado com veneno siluriano. O Doutor então organiza uma "conferência" entre os silurianos (representados por Eldane) e os humanos (representados por Amy e Nasreen); os três discutem como ambas as espécies podem coexistir na superfície da Terra. Ambrose e Tony, preocupados com a reação siluriana ao descobrirem a morte de Alaya, programam a broca de Nasreen para penetrar nos bolsões de oxigênio da cidade dentro de quinze minutos para matar todos os silurianos.
Enquanto isso, Restac mata Malohkeh por sua traição e desperta outros membros da casta guerreira com a intenção de dar um golpe contra Eldane. O Doutor escapa com os humanos e canaliza um pulso de energia para a base da broca antes que ela atinja a cidade e desliga. Eldane retorna os guerreiros à hibernação iniciando uma "fumigação tóxica"; os humanos escapam e Eldane espera que em mil anos a paz entre humanos e silurianos possa ocorrer. Tony, ainda afetado pelo veneno de Alaya, opta por ficar para trás para ser curado no futuro e Nasreen também fica para estudar a terra por baixo e ajudar a melhorar as relações entre as duas espécies.
O Doutor, Amy, Rory encontram então uma rachadura na parede de uma caverna semelhante às que viram antes. O Doutor supõe que a rachadura foi causada por uma explosão no tempo, que pode ter deixado "estilhaços" para trás. Ele estende a mão e tira um objeto que embrulha em um lenço. Antes que ele possa explicar, Restac, morrendo por causa da exposição tóxica, rasteja para o buraco e atira no Doutor, mas Rory o empurra para fora do caminho e é morto. A rachadura absorve o corpo de Rory, apagando-o da existência e fazendo com que Amy perca a memória dele.

## Produção

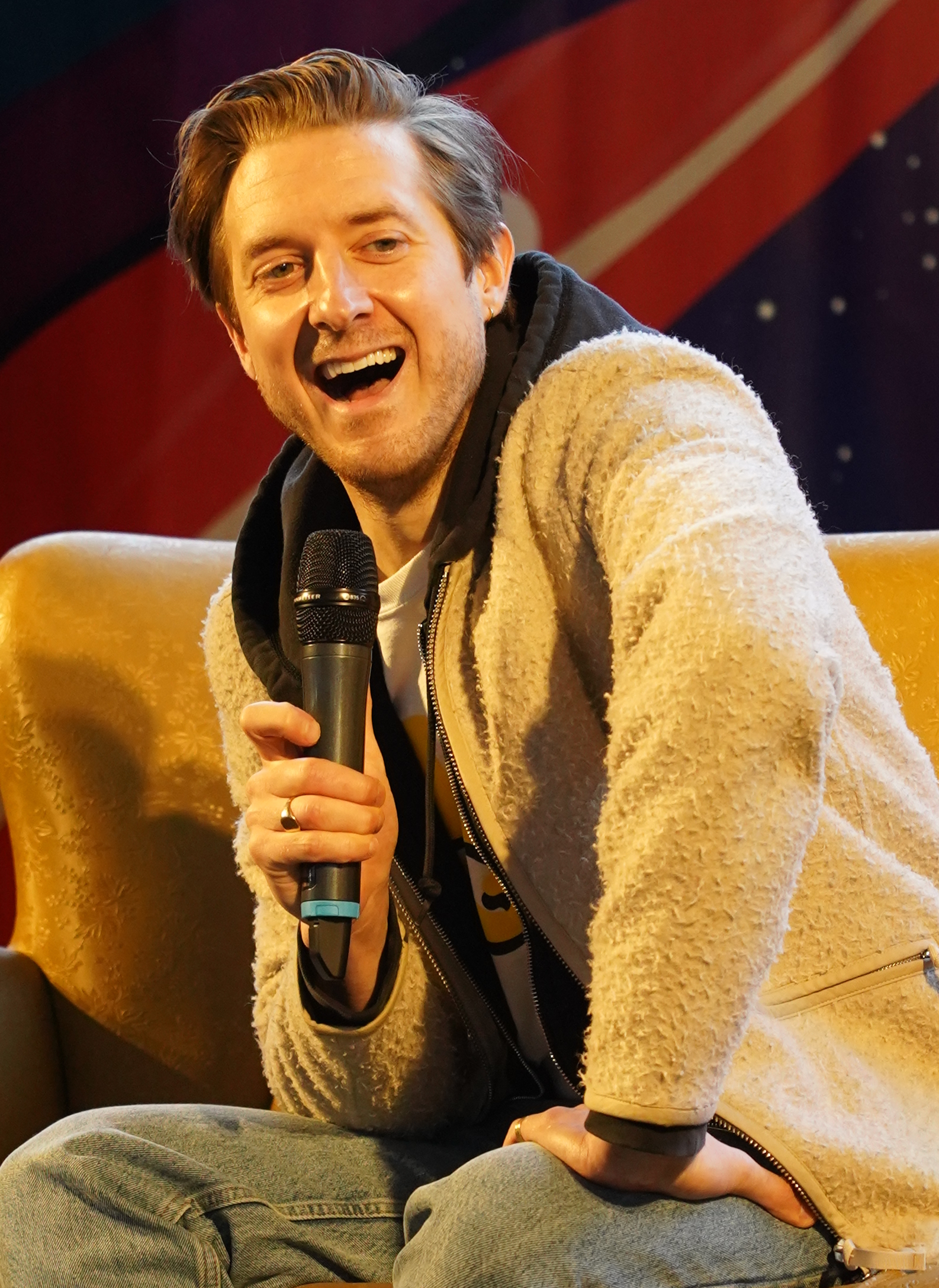
A morte de Rory, interpretado por Arthur Darvill (imagem) foi usada para ligar o episódio ao arco de história da temporada sobre as rachaduras no universo.

O showrunner Steven Moffat contatou o roteirista Chris Chibnall pedindo-lhe que voltasse a escrever para Doctor Who. Chibnall já havia escrito o episódio "42", bem como episódios do spin-off Torchwood. "Cold Blood" é a segunda parte da história que começou com "The Hungry Earth"; este construiu a tensão enquanto "Cold Blood" foi projetado para ter ação. O episódio também é ambientado numa maior cidade siluriana, enquanto "The Hungry Earth" se passa em uma pequena vila galesa. Chibnall queria que esta fosse uma "história sobre pessoas cometendo erros sob enorme pressão" e o conflito acidental que resulta da proteção de uma família; como tal, ele sempre pretendeu que Alaya morresse.
O plano de Moffat "desde o início" era vincular o episódio ao arco de história da quinta temporada com Rory não apenas morrendo, mas apagado da história por causa da rachadura no universo. Moffat mais tarde traria Rory de volta em "The Pandorica Opens", embora o episódio revele que sua consciência foi colocada em um Auton como parte de uma armadilha para o Doutor salvar o universo das rachaduras. Ele também achou apropriado a morte, pois o trio de protagonistas "havia se divertido e agora era um momento de uma baixa." A morte de Rory também está ligada ao tema de cometer erros de Chibnall; a culpa foi do Doutor quando ele parou para olhar a rachadura. Karen Gillan, atriz de Amy, chamou a cena de "incrivelmente desafiadora" para ela interpretar e tentou torná-la "verdadeira e verossímil".
"The Hungry Earth" e "Cold Blood" formaram o quarto bloco de produção da temporada e foram filmados entre o final de outubro e novembro de 2009 nos Upper Boat Studios e na vila galesa de Llanwynno. O episódio utilizou muitos locais diferentes e cenários incomuns para retratar a cidade siluriana, já que a equipe de produção não queria simplesmente uma "sensação de caverna". Eles acreditavam que os silurianos também eram sofisticados e capazes de utilizar materiais encontrados no subsolo, como granito e mármore. Muitos dos locais receberam um brilho alaranjado para retratar o "luminescência ambiente" do centro da Terra. A passarela na selva que leva à cidade siluriana foi filmada no jardim botânico Plantasia em Swansea em 13 de novembro de 2009. O cenário deu uma sensação de crescimento dos eventos, o que era necessário para a sobrevivência dos silurianos. Os cenógrafos conseguiram reorganizar as plantas, mas tiveram que ter cuidado para não mostrar a janela que dava para o estacionamento ou outras comodidades modernas. O salão onde o Doutor é levado para execução foi filmado no Templo da Paz em Cardiff, e pouca decoração foi adicionada ao cenário.

## Transmissão e recepção
"Cold Blood" foi transmitido pela primeira vez no Reino Unido na BBC One e na BBC HD em 29 de maio de 2010. A avaliação inicial da audiência durante a noite de estreia mostrou que o episódio foi assistido por 5,7 milhões de telespectadores, um milhão a mais que na semana anterior. Quando a audiência final consolidada foi calculada, ele foi assistido por 7,49 milhões de pessoas (7,04 milhões na BBC One e 0,45 milhões na BBC HD), classificando-o como o quarto programa mais assistido durante a semana e a maior audiência na BBC One no dia em que foi exibido. Recebeu um Índice de Apreciação do público de 85, considerado "excelente".
"Cold Blood" foi lançado na Região 2 em formato DVD e Blu-ray em 2 de agosto de 2010 junto com os episódios "Amy's Choice" e "The Hungry Earth". Foi então relançado como parte da coleção completa da quinta temporada em 8 de novembro do mesmo ano.

### Recepção critica
O episódio recebeu críticas mistas dos avaliadores. Dan Martin, escrevendo para o The Guardian, disse que o episódio foi semelhante às histórias silurianas anteriores em Doctor Who, embora tenha dito que amou a "história tensa, louca e pensativa". Ele expressou "alegria" com Amy e Nasreen negociando para os humanos, embora achasse que as cenas diplomáticas foram "amplamente coreografadas". No geral, ele considerou que a força do episódio foi "dar a você algo grande e moral para refletir, de uma forma que nada mais nesta série fez ainda". Gavin Fuller do The Daily Telegraph  também comparou o conceito e as ideias de "Cold Blood" com a história original dos silurianos de 1970, mas considerou que o episódio teve "menos impacto" devido a uma "representação em preto e branco" e a unidimensionalidade de Restac. Ele também criticou o Doutor de Matt Smith, cuja interpretação "carecia de seriedade e convicção e era muito alegre". No entanto, ele elogiou as atuações "excelentes" de Smith e Gillan na cena final em que Rory é morto.
Keith Phipps, do The A.V. Club, deu ao episódio uma nota "B+", observando que a morte de Rory foi estragada para ele pelos comentaristas do site e, portanto, ele não gostou do episódio tanto quanto poderia. Ele chamou-o de uma conclusão "satisfatória, senão extraordinária" e "outra entrada bastante sólida na temporada". Ele elogiou ainda Gillan e sua personagem por "[continuar] a impressionar", bem como a profundidade dada por Chibnall e Way aos personagens coadjuvantes e as alegorias que poderiam ser derivadas do conflito entre os humanos e os silurianos e as consequências da morte de Rory.
Matt Wales da IGN avaliou o episódio com uma nota 8 de 10 e disse que "ainda menos realmente aconteceu" do que no episódio anterior, embora tenha gostado da "construção atmosférica e do tom mais pensativo". Embora o considerasse previsível, ele disse que "ainda oferecia muito entretenimento com seu ritmo acelerado, mundo subterrâneo lindamente realizado e um elenco convincente de personagens redondos". Ele elogiou as atuações de Smith e Gillan no final, mas achou que foi "um desfecho surpreendentemente pessimista". Ian Berriman da SFX Magazine deu a "Cold Blood" quatro e meia de cinco estrelas, comparando positivamente o final emocional com episódios da era Russell T Davies do programa. Ele também teve alguns "implicâncias" com o episódio, como a mudança abrupta do personagem de Malohkeh.